# Heike Matthiesen
Heike Matthiesen, född 27 juni 1964 i Braunschweig, Niedersachsen, död 22 december 2023 i Frankfurt, Hessen, var en tysk klassisk gitarrist.

## Biografi och konstnärligt arbete
Heike Matthiesen fick omfattande musikalisk utbildning som barn och spelade piano sedan hon var fyra.
Som 18-åring tog hon sina första gitarrlektioner och bara ett år senare studerade hon hos professor Heinz Teuchert vid University of Music and Performing Arts i Frankfurt am Main. Efter två års utbildning hos professor Michael Teuchert klarade hon den konstnärliga examen hos Thomas Bittermann. Några år som masterstudent av Pepe Romero följde. Hon deltog också i många mästerklasser med bland annat Manuel Barrueco, David Russell, Roland Dyens, Alvaro Pierri, Leo Brouwer, Hubert Käppel och Oscar Ghiglia.
Under studietiden arbetade hon som fast orkesterassistent vid Frankfurtoperan, där hon spelade plockade instrument i operor av Mozart, Weber, Berg, Sjostakovitj, Donizetti och Rossini. Sedan 1997 var hon också regelbundet med i olika kammarmusikensembler för Villa Musica Mainz.
Heike Matthiesen gav konserter i första hand som solist med inriktning på spansk och tyskspråkig musik, men hade även fransk, polsk och sydamerikansk musik i sina program. Hon spelade konserter i Japan, Kina, USA, Ryssland, Bulgarien, Polen, Island, Österrike, Danmark, Frankrike, Italien och Spanien. Ett särskilt fokus i hennes arbete låg på kvinnliga kompositörers musik; sedan våren 2016 var Heike Matthiesen även engagerad som specialist för gitarrrepertoaren i Frau und Musik-arkivet. Heike Matthiesen spelade en Gioachino Giussani 1990 Alsuhail och en Roy Fankhänel 2015 RF160. Hon bodde i Frankfurt am Main.

## Diskografi
- Suite de los espejos, på: André Volkonsky, Porträtt, Wergo 1993
- Bolero, med den spanska konstgitarrkvartetten, NCA 2005
- Wozzeck, Alban Berg, Frankfurt Opera, DVD, Arthaus 2006

Solo:
- Sol y luna, Musik från Spanien och Sydamerika, Tyrolis 1998
- Tristemusette, musik av Roland Dyens, Tyrolis 2001
- Serenad, Fantasier och Variationer på 1800-talsoperor Century, Vienna2day 2013
- Guitar Ladies, Heike Matthiesen tolkar musik av kvinnliga kompositörer från hela världen, Vienna2day Oct 2016